# Dominicana's Got Talent
Dominicana's Got Talent (Español: Dominicana Tiene Talento) fue la versión dominicana del formato televisivo más exitoso: Got Talent creado por Simon Cowell. El programa fue producido por Cacique Films, Guerrero Filmworks, East Coast Productions y FremantleMedia. Era emitido por Color Visión, canal 9 en televisión dominicana. La primera temporada se estrenó el 4 de septiembre de 2019 y constituyó la primera edición de la franquicia basada en un país caribeño. Dominicana's Got Talent atrajo a una gran cantidad de participantes, de toda República Dominicana y el extranjero, con todo tipo de talentos, los actos van desde el canto, el baile, la comedia, la magia, las acrobacias, la variedad y otros géneros. Los concursantes audicionaban frente a cuatro jueces y una audiencia de estudio. Hasta la ronda semifinal y final, los jueces deciden si un competidor avanza o no en la competencia. Durante las rondas semifinales y la final, los espectadores votan sobre qué concursantes avanzarán.

### Audiciones
El equipo de producción comienza el proceso de selección general de cada temporada con audiciones abiertas apodado "Audiciones de Productores", se llevan a cabo meses antes de la etapa principal de las audiciones. Aquellos que pasan por la etapa inicial, se convierten en participantes de las "Audiciones de los jueces". Cada participante/grupo pasa al escenario del teatro para actuar ante los jueces con una audiencia en vivo presente para todas las actuaciones. Acabado el acto los jueces emiten críticas y comentarios sobre lo que vieron, con lo cual cada uno vota: un participante/grupo que recibe al menos tres votos que apruebe su actuación pasa a la siguiente etapa, de lo contrario queda eliminado. Cada juez tiene un botón rojo y pueden usarlo durante una presentación. Que un juez pulse el botón significa que ya no quiere seguir viendo o escuchando el acto; si todos los jueces hacen sonar su botón, la actución finalizará automáticamente. Cada miembro del jurado tiene la posibibilidad de pulsar un botón especial durante la audiciones denominado Golden Buzzer, que da al acto el acceso directo a la semifinal, pero solo pueden usarlo una vez por juez. El presentador del programa siempre está parado cerca del escenario para entrevistar y dar comentarios personales sobre el acto que se acaba de presentar.

### Cuartos de final / Semifinales
Durante esta ronda, la selección final de participantes, que ha oscilado entre 20 y 60 actos e incluye aquellos que fueron elegidos como comodines por los jueces o recibieron el Golden Buzzer, se dividen en grupos y compiten entre sí por los espectadores y jueces. La estructura general de los episodios en vivo se centra primero en cuatro cuartos de final y luego en dos semifinales, con el objetivo de encontrar los finalistas de esa temporada. Se realizan rondas adicionales cuando es necesario (como un "Top 8" o un "Top 10", según la temporada). Durante estas etapas, los jueces aun brindan retroalimentación sobre el desempeño de un acto cuando termina y pueden usar timbres para terminar prematuramente un desempeño antes de que termine; en la primera temporada, los jueces no pudieron finalizar una actuación antes de que terminara.

## Sinopsis de temporada
| Temporada | Estreno                 | Final                   | Ganador                       | Subcampeón  | Tercer lugar     |
| --------- | ----------------------- | ----------------------- | ----------------------------- | ----------- | ---------------- |
| 1         | 4 de septiembre de 2019 | 18 de diciembre de 2019 | Francis Campusano (Babyrotty) | Yucahu Band | Lorainne Garrido |

| Temporada | Estreno                | Final               | Ganador       | Subcampeón | Tercer lugar   |
| --------- | ---------------------- | ------------------- | ------------- | ---------- | -------------- |
| 2         | 9 de diciembre de 2020 | 10 de marzo de 2021 | Keren Montero | Diego Jaar | Marteen Franko |

## Premios y nominaciones
| Año  | Premios          | Categoría             | Resultados |
| ---- | ---------------- | --------------------- | ---------- |
| 2020 | Premios Soberano | Programa de temporada | Ganador    |